# Puchar Polski w piłce nożnej (2015/2016)/Puchary wojewódzkie
Puchar Polski w piłce nożnej mężczyzn na szczeblu wojewódzkim - Rozgrywki pucharowe mające na celu wyłonienie klubów z niższych lig z poszczególnych województw do udziału w Pucharze Polski w piłce nożnej mężczyzn 2016/2017. Każde województwo ma prawo wyłonić jedną drużynę, która będzie je reprezentować w Pucharze Polski. W eliminacjach obowiązkowo biorą udział drużyny od 3 ligi do klasy okręgowej. Drużyny z A-klasy mogą nie przystąpić do rozgrywek, a zespoły z klas niższych nie są zobowiązane do brania udziału w eliminacjach.

## Zwycięzcy
- Miedź II Legnica (województwo Dolnośląskie)
- Wda Świecie (województwo Kujawsko-Pomorskie)
- Chełmianka Chełm (województwo Lubelskie)
- KS Stilon Gorzów Wielkopolski (województwo Lubuskie)
- Lechia Tomaszów Mazowiecki (województwo Łódzkie)
- Garbarnia Kraków (województwo Małopolskie)
- Świt Nowy Dwór Mazowiecki (województwo Mazowieckie)
- Odra Opole (województwo Opolskie)
- JKS 1909 Jarosław (województwo Podkarpackie)
- ŁKS 1926 Łomża (województwo Podlaskie)
- Pogoń Lębork (województwo Pomorskie)
- GKS 1962 Jastrzębie (województwo Śląskie)
- KSZO 1929 Ostrowiec Świętokrzyski (województwo Świętokrzyskie)
- Rominta Gołdap (województwo Warmińsko-Mazurskie)
- KKS 1925 Kalisz (województwo Wielkopolskie)
- Świt Szczecin (województwo Zachodniopomorskie)

## Województwo Dolnośląskie[1]
Udział biorą zwycięzcy czterech pucharów okręgowych.
| Uczestnicy tej edycji                           | Uczestnicy tej edycji   | Uczestnicy tej edycji | Uczestnicy tej edycji |
| ----------------------------------------------- | ----------------------- | --------------------- | --------------------- |
| JEL                                             | Karkonosze Jelenia Góra | Jelenia Góra          |                       |
| ML2                                             | Miedź II Legnica        | Legnica               |                       |
| GWB                                             | Górnik Wałbrzych        | Wałbrzych             |                       |
| ŚL2                                             | Śląsk II Wrocław        | Wrocław               |                       |
| W kolumnie pierwszej podano skróty nazw drużyn. |                         |                       |                       |

### Pólfinały
| 11 maja 2016 17:00 CET | Karkonosze Jelenia Góra | 0:3 | Śląsk II Wrocław · 69', 89', 90' (k.) Marcin Przybylski | Jelenia Góra |
|                        |                         |     |                                                         |              |

| 10 maja 2016 17:00 CET | Miedź II Legnica · Lucjan Zieliński 80' | 1:0 | Górnik Wałbrzych | Legnica |
|                        |                                         |     |                  |         |

### Finał
| 19 maja 2016 18:00 CET | Śląsk II Wrocław · Marcin Przybylski 13' | 1:3 | Miedź II Legnica · 6' Kamil Zieliński · 34' Adam Wasilewski · 89' Przemysław Wichłacz | Wrocław Widzów: 500 |
|                        |                                          |     |                                                                                       |                     |

## Województwo Kujawsko-Pomorskie[2]
Udział biorą zwycięzcy 1/8 finału i 1/4 finału. Start w nich zapewnieni mieli zwycięzcy pucharów okręgowych.
| Uczestnicy tej edycji                           | Uczestnicy tej edycji | Uczestnicy tej edycji | Uczestnicy tej edycji |
| ----------------------------------------------- | --------------------- | --------------------- | --------------------- |
| ELA                                             | Elana Toruń           | Toruń                 |                       |
| PBD                                             | Polonia Bydgoszcz     | Bydgoszcz             |                       |
| CHE                                             | Chemik Bydgoszcz      | Bydgoszcz             |                       |
| WDA                                             | Wda Świecie           | Bydgoszcz             |                       |
| W kolumnie pierwszej podano skróty nazw drużyn. |                       |                       |                       |

### Półfinały
| 18 maja 2016 17:00 CET | Wda Świecie · Maciej Rożnowski 20' · Michał Cywiński 102' (k.), 118' | 3:1 | Elana Toruń · 90' (k.) Patryk Aleksandrowicz | Świecie |
|                        |                                                                      |     |                                              |         |

| 18 maja 2016 19:00 CET | Polonia Bydgoszcz · Adam Kardasz 52' · Oskar Januszewski 60' | 2:3 | Chemik Bydgoszcz · 15' Patryk Tomaszewski · 28' Damian Rysiewski · 119' Szymon Maziarz | Bydgoszcz |
|                        |                                                              |     |                                                                                        |           |

### Finał
1 mecz:
| 1 czerwca 2016 17:00 CET | Wda Świecie | 0:0 | Chemik Bydgoszcz | Świecie |
|                          |             |     |                  |         |

Rewanż:
| 8 czerwca 2016 17:00 CET | Chemik Bydgoszcz · Krzysztof Szawarniak 114' | 1:1 | Wda Świecie · 101' Maciej Różnowski | Bydgoszcz |
|                          |                                              |     |                                     |           |

Wygrała drużyna Wda Świecie.

## Województwo Lubelskie[3]
Udział biorą zwycięzcy czterech pucharów okręgowych.
| Uczestnicy tej edycji                           | Uczestnicy tej edycji  | Uczestnicy tej edycji | Uczestnicy tej edycji |
| ----------------------------------------------- | ---------------------- | --------------------- | --------------------- |
| ORP                                             | Orlęta Radzyń Podlaski | Biała Podlaska        |                       |
| CHM                                             | Chełmianka Chełm       | Chełm                 |                       |
| MOT                                             | Motor Lublin           | Lublin                |                       |
| GRO                                             | Grom Różaniec          | Zamość                |                       |
| W kolumnie pierwszej podano skróty nazw drużyn. |                        |                       |                       |

### Półfinały
| 4 czerwca 2016 17:00 CET | Orlęta Radzyń Podlaski | 0:2 | Motor Lublin · 112' Kamil Stachyra · 117' (k.) Artur Gieraga | Radzyń Podlaski |
|                          |                        |     |                                                              |                 |

| 1 czerwca 2016 17:30 CET | Grom Różaniec | 0:6 | Chełmianka Chełm · 12' (s) Krzysztof Wróbel · 15' Piotr Wójcik · 36' Ołeksij Prytulak · 62' Przemysław Kwiatkowski · 67' Damian Koprucha · 73' Paweł Fornal | Różaniec |
|                          |               |     | |          |

### Finał
| 18 czerwca 2016 18:00 CET | Motor Lublin · Kamil Stachyra 67' · Szymon Kamiński 73' · Rafał Król 120' | 3:3 k. 2:4 | Chełmianka Chełm · 22' Michał Kobiałka · 90', 114' Hubert Tomalski | Lublin Widzów: 1812 |
|                           |                                                                           |            |                                                                    |                     |

## Województwo Lubuskie[4]
Udział biorą zwycięzcy 1/8 finału i 1/4 finału. Start w nich zapewnieni mieli zwycięzcy pucharów okręgowych.
| Uczestnicy tej edycji                           | Uczestnicy tej edycji         | Uczestnicy tej edycji | Uczestnicy tej edycji |
| ----------------------------------------------- | ----------------------------- | --------------------- | --------------------- |
| FZ2                                             | Falubaz II Zielona Góra       | Zielona Góra          |                       |
| FZG                                             | Falubaz Zielona Góra          | Zielona Góra          |                       |
| SGW                                             | KS Stilon Gorzów Wielkopolski | Gorzów Wielkopolski   |                       |
| MOS                                             | Formacja Port 2000 Mostki     | Zielona Góra          |                       |
| W kolumnie pierwszej podano skróty nazw drużyn. |                               |                       |                       |

### Półfinały
| 10 maja 2016 17:30 CET | Falubaz II Zielona Góra · Mateusz Torbiczuk 12' · Jędrzej Król 63' | 2:4 | KS Stilon Gorzów Wielkopolski · 7' Patryk Jakubowski · 53', 57' Michał Chyrek · 88' Rafał Świtaj | Zielona Góra |
|                        |                                                                    |     |                                                                                                  |              |

| 11 maja 2016 17:00 CET | Falubaz Zielona Góra · Karol Haraś 68' · Piotr Andrzejczak 76' | 2:0 | Formacja Port 2000 Mostki | Zielona Góra |
|                        |                                                                |     |                           |              |

### Finał
| 8 czerwca 2016 17:45 CET | Falubaz Zielona Góra · Piotr Piwowarski 27' | 1:3 | KS Stilon Gorzów Wielkopolski · 14' Kordian Ziajka · 61' Adam Gruszecki · 90' Michał Chyrek | Świebodzin |
|                          |                                             |     |                                                                                             |            |

## Województwo Łódzkie[5]
Udział biorą zwycięzcy 1/4 finału. Start w nim zapewnieni mieli zwycięzcy pucharów okręgowych.
| Uczestnicy tej edycji                           | Uczestnicy tej edycji      | Uczestnicy tej edycji | Uczestnicy tej edycji |
| ----------------------------------------------- | -------------------------- | --------------------- | --------------------- |
| ŁKS                                             | ŁKS Łódź                   | Łódź                  |                       |
| SDZ                                             | Warta Sieradz              | Sieradz               |                       |
| LTM                                             | Lechia Tomaszów Mazowiecki | Piotrków Trybunalski  |                       |
| BE2                                             | GKS II Bełchatów           | Piotrków Trybunalski  |                       |
| W kolumnie pierwszej podano skróty nazw drużyn. |                            |                       |                       |

### Półfinały
| 11 maja 2016 17:00 CET | GKS II Bełchatów · Albin Maciejewski 12' | 1:5 | Warta Sieradz · 76', 109' Michał Bogdan · 97' Bartosz Narożnik · 101', 117' Rafał Serwaciński | Bełchatów |
|                        |                                          |     |                                                                                               |           |

| 11 maja 2016 17:00 CET | Lechia Tomaszów Mazowiecki · Paweł Zięba 13' · Jardel 30' · Marcin Mirecki 40', 68' | 4:1 | ŁKS Łódź · 34' Maurício | Tomaszów Mazowiecki |
|                        |                                                                                     |     |                         |                     |

### Finał
| 8 czerwca 2016 17:30 CET | Lechia Tomaszów Mazowiecki · Paweł Magdoń 8' · Jardel 43', 59' | 3:2 | Warta Sieradz · 53' Tomasz Bogołębski · 81' Kamil Pluta | Tomaszów Mazowiecki |
|                          |                                                                |     |                                                         |                     |

## Województwo Małopolskie[6]
Udział biorą zwycięzcy czterech pucharów okręgowych.
| Uczestnicy tej edycji                           | Uczestnicy tej edycji | Uczestnicy tej edycji | Uczestnicy tej edycji |
| ----------------------------------------------- | --------------------- | --------------------- | --------------------- |
| GAR                                             | Garbarnia Kraków      | Kraków                |                       |
| PNT                                             | Podhale Nowy Targ     | Nowy Sącz             |                       |
| DRW                                             | GKS Drwinia           | Tarnów                |                       |
| TRZ                                             | MKS Trzebinia         | Wadowice              |                       |
| W kolumnie pierwszej podano skróty nazw drużyn. |                       |                       |                       |

### Półfinały
| 19 czerwca 2016 17:00 CET | GKS Drwinia · Kamil Stawiarski 5', 34' | 2:4 | Podhale Nowy Targ · 37' Bartłomiej Pająk · 46' Sebastian Świerzbiński · 55' Peter Drobňák · 90' Rafał Gadzina | Drwinia |
|                           |                                        |     | |         |

| 26 czerwca 2016 11:00 CET | MKS Trzebinia | 0:2 | Garbarnia Kraków · 26' Marcin Siedlarz · 52' Piotr Ferens | Trzebinia |
|                           |               |     |                                                           |           |

### Finał
| 29 czerwca 2016 17:30 CET | Garbarnia Kraków · Michał Kitliński 55' · Piotr Ferens 68' | 2:0 | Podhale Nowy Targ | Kalwaria Zebrzydowska |
|                           |                                                            |     |                   |                       |

## Województwo Mazowieckie[7]
Udział biorą zwycięzcy 1/8 finału i 1/4 finału. Start w nich zapewnieni mieli zwycięzcy pucharów okręgowych, zespoły z Młodej Ekstraklasy i zespoły z województwa grające w 3 lidze.
| Uczestnicy tej edycji                           | Uczestnicy tej edycji     | Uczestnicy tej edycji | Uczestnicy tej edycji |
| ----------------------------------------------- | ------------------------- | --------------------- | --------------------- |
| JGA                                             | Sparta Jazgarzew          | Warszawa              |                       |
| EKO                                             | Energia Kozienice         | 3 liga                |                       |
| BRA                                             | Błękitni Raciąż           | 3 liga                |                       |
| ŚWI                                             | Świt Nowy Dwór Mazowiecki | 3 liga                |                       |
| W kolumnie pierwszej podano skróty nazw drużyn. |                           |                       |                       |

### Półfinały
| 11 maja 2016 17:00 CET | Sparta Jazgarzew · Emil Wrażeń 45' | 1:3 | Energia Kozienice · 27' Damian Stanisławski · 93' Bartosz Kozicki · 119' Konrad Paterek | Jazgarzew |
|                        |                                    |     |                                                                                         |           |

| 11 maja 2016 17:30 CET | Błękitni Raciąż | 0:1 | Świt Nowy Dwór Mazowiecki · 58' Piotr Krawczyk | Raciąż |
|                        |                 |     |                                                |        |

### Finał
| 8 czerwca 2016 17:00 CET | Energia Kozienice | 0:3 | Świt Nowy Dwór Mazowiecki · 30', 71' Piotr Krawczyk · 42' Karol Drwęcki | Kozienice |
|                          |                   |     |                                                                         |           |

## Województwo Opolskie[8]
Udział biorą zwycięzcy 1/32, 1/16, 1/8 i 1/4 finału.
| Uczestnicy tej edycji                           | Uczestnicy tej edycji | Uczestnicy tej edycji | Uczestnicy tej edycji |
| ----------------------------------------------- | --------------------- | --------------------- | --------------------- |
| ODO                                             | Odra Opole            | -                     |                       |
| PTR                                             | LZS Piotrówka         | -                     |                       |
| VCH                                             | Victoria Chróścice    | -                     |                       |
| RZD                                             | Ruch Zdzieszowice     | -                     |                       |
| W kolumnie pierwszej podano skróty nazw drużyn. |                       |                       |                       |

### Półfinały
| 4 maja 2016 17:00 CET | Odra Opole | 6:2 | LZS Piotrówka | Opole |
|                       |            |     |               |       |

| 4 maja 2016 17:00 CET | Victoria Chróścice | 1:3 | Ruch Zdzieszowice | Chróścice Widzów: 150 |
|                       |                    |     |                   |                       |

### Finał
| 18 maja 2016 17:30 CET | Odra Opole | 3:3 k. 4:2 | Ruch Zdzieszowice | Brzeg |
|                        |            |            |                   |       |

## Województwo Podkarpackie[9]
Udział biorą zwycięzcy czterech pucharów okręgowych.
| Uczestnicy tej edycji                           | Uczestnicy tej edycji | Uczestnicy tej edycji | Uczestnicy tej edycji |
| ----------------------------------------------- | --------------------- | --------------------- | --------------------- |
| JKS                                             | JKS 1909 Jarosław     | Jarosław              |                       |
| PIS                                             | LKS Pisarowce         | Krosno                |                       |
| STR                                             | Stal Rzeszów          | Rzeszów-Dębica        |                       |
| SDW                                             | Strzelec Dąbrowica    | Stalowa Wola          |                       |
| W kolumnie pierwszej podano skróty nazw drużyn. |                       |                       |                       |

### Półfinały
| 11 maja 2016 17:00 CET | Strzelec Dąbrowica | 2:5 | Stal Rzeszów | Dąbrowica |
|                        |                    |     |              |           |

| 18 maja 2016 17:00 CET | LKS Pisarowce | 2:3 | JKS 1909 Jarosław | Pisarowce Widzów: 300 |
|                        |               |     |                   |                       |

### Finał
| 8 czerwca 2016 17:10 CET | JKS 1909 Jarosław | 1:0 | Stal Rzeszów | Jarosław |
|                          |                   |     |              |          |

## Województwo Podlaskie[10]
Udział biorą zwycięzcy poprzednich rund (I-VI). Możliwość startu miały wszystkie drużyny z województwa.
| Uczestnicy tej edycji                           | Uczestnicy tej edycji   | Uczestnicy tej edycji | Uczestnicy tej edycji |
| ----------------------------------------------- | ----------------------- | --------------------- | --------------------- |
| MIC                                             | KS Michałowo            | -                     |                       |
| ŁOM                                             | ŁKS 1926 Łomża          | -                     |                       |
| DĄB                                             | Dąb Dąbrowa Białostocka | -                     |                       |
| TBP                                             | Tur Bielsk Podlaski     | -                     |                       |
| W kolumnie pierwszej podano skróty nazw drużyn. |                         |                       |                       |

### Półfinały
| 11 maja 2016 17:00 CET | KS Michałowo | 0:4 | ŁKS 1926 Łomża | Michałowo |
|                        |              |     |                |           |

| 11 maja 2016 17:00 CET | Dąb Dąbrowa Białostocka | 3:2 | Tur Bielsk Podlaski | Dąbrowa Białostocka |
|                        |                         |     |                     |                     |

### Finał
| 1 czerwca 2016 17:00 CET | Dąb Dąbrowa Białostocka | 0:3 | ŁKS 1926 Łomża | Dąbrowa Białostocka |
|                          |                         |     |                |                     |

## Województwo Pomorskie[11]
Udział biorą zwycięzcy trzech pucharów okręgowych.
| Uczestnicy tej edycji                           | Uczestnicy tej edycji | Uczestnicy tej edycji | Uczestnicy tej edycji |
| ----------------------------------------------- | --------------------- | --------------------- | --------------------- |
| BRP                                             | Brda Przechlewo       | Słupsk                |                       |
| AR2                                             | Arka II Gdynia        | Gdańsk                |                       |
| PGD                                             | Polonia Gdańsk        | Gdańsk                |                       |
| LĘB                                             | Pogoń Lębork          | Słupsk                |                       |
| W kolumnie pierwszej podano skróty nazw drużyn. |                       |                       |                       |

### Półfinały
| 8 czerwca 2016 17:00 CET | Brda Przechlewo | 2:1 | Arka II Gdynia | Przechlewo |
|                          |                 |     |                |            |

| 8 czerwca 2016 17:00 CET | Polonia Gdańsk | 2:5 | Pogoń Lębork | Gdańsk |
|                          |                |     |              |        |

### Finał
| 24 czerwca 2016 18:00 CET | Brda Przechlewo | 2:4 | Pogoń Lębork | Rumia |
|                           |                 |     |              |       |

## Województwo Śląskie[12]
Udział biorą zwycięzcy 1/8 finału i 1/4 finału. Start w nich mieli zagwarantowani zwycięzcy pucharów okręgowych
| Uczestnicy tej edycji                           | Uczestnicy tej edycji  | Uczestnicy tej edycji | Uczestnicy tej edycji |
| ----------------------------------------------- | ---------------------- | --------------------- | --------------------- |
| RRA                                             | Ruch Radzionków        | Bytom                 |                       |
| REK                                             | Rekord Bielsko-Biała   | Bielsko-Biała         |                       |
| RAW                                             | GKS Radziechowy-Wieprz | Żywiec                |                       |
| JAS                                             | GKS 1962 Jastrzębie    | Rybnik                |                       |
| W kolumnie pierwszej podano skróty nazw drużyn. |                        |                       |                       |

### Półfinały
| 1 czerwca 2016 17:30 CET | Ruch Radzionków | 0:2 | Rekord Bielsko-Biała | Radzionków |
|                          |                 |     |                      |            |

| 1 czerwca 2016 17:30 CET | GKS Radziechowy-Wieprz | 1:3 | GKS 1962 Jastrzębie | Radziechowy-Wieprz |
|                          |                        |     |                     |                    |

### Finał
| 8 czerwca 2016 17:30 CET | Rekord Bielsko-Biała | 0:2 | GKS 1962 Jastrzębie | Bielsko-Biała |
|                          |                      |     |                     |               |

## Województwo Świętokrzyskie[13]
Udział biorą zwycięzcy poprzednich rund (I-VI). Start miały zagwarantowane wszystkie drużyny z województwa.
| Uczestnicy tej edycji                           | Uczestnicy tej edycji             | Uczestnicy tej edycji | Uczestnicy tej edycji |
| ----------------------------------------------- | --------------------------------- | --------------------- | --------------------- |
| WMA                                             | Wierna Małogoszcz                 | -                     |                       |
| SDA                                             | Spartakus Daleszyce               | -                     |                       |
| NKO                                             | Neptun Końskie                    | -                     |                       |
| KSZ                                             | KSZO 1929 Ostrowiec Świętokrzyski | -                     |                       |
| W kolumnie pierwszej podano skróty nazw drużyn. |                                   |                       |                       |

### Półfinały
| 11 maja 2016 17:00 CET | Wierna Małogoszcz | 1:2 | Spartakus Daleszyce | Małogoszcz |
|                        |                   |     |                     |            |

| 11 maja 2016 17:00 CET | Neptun Końskie | 1:4 | KSZO 1929 Ostrowiec Świętokrzyski | Końskie |
|                        |                |     |                                   |         |

### Finał
| 8 czerwca 2016 17:00 CET | KSZO 1929 Ostrowiec Świętokrzyski | 2:1 | Spartakus Daleszyce | Ostrowiec Świętokrzyski |
|                          |                                   |     |                     |                         |

## Województwo Warmińsko-Mazurskie[14]
Udział biorą zwycięzcy poprzednich rund (I-V). Start miały zagwarantowane wszystkie drużyny z województwa.
| Uczestnicy tej edycji                           | Uczestnicy tej edycji | Uczestnicy tej edycji | Uczestnicy tej edycji |
| ----------------------------------------------- | --------------------- | --------------------- | --------------------- |
| ROM                                             | Rominta Gołdap        | -                     |                       |
| ELB                                             | Olimpia Elbląg        | -                     |                       |
| BIS                                             | Tęcza Biskupiec       | -                     |                       |
| HMG                                             | Huragan Morąg         | -                     |                       |
| W kolumnie pierwszej podano skróty nazw drużyn. |                       |                       |                       |

### Półfinały
| 11 maja 2016 17:00 CET | Rominta Gołdap | 1:0 | Olimpia Elbląg | Gołdap |
|                        |                |     |                |        |

| 11 maja 2016 17:00 CET | Tęcza Biskupiec | 2:0 | Huragan Morąg | Biskupiec |
|                        |                 |     |               |           |

### Finał
| 26 maja 2016 15:00 CET | Tęcza Biskupiec | 1:3 | Rominta Gołdap | Lidzbark Warmiński |
|                        |                 |     |                |                    |

## Województwo Wielkopolskie[15]
Udział biorą zwycięzcy poprzednich rund (I-II). Start zagwarantowany mieli zwycięzcy pucharów okręgowych.
| Uczestnicy tej edycji                           | Uczestnicy tej edycji      | Uczestnicy tej edycji | Uczestnicy tej edycji |
| ----------------------------------------------- | -------------------------- | --------------------- | --------------------- |
| KAL                                             | KKS 1925 Kalisz            | Kalisz                |                       |
| ŚRW                                             | Polonia Środa Wielkopolska | Poznań                |                       |
| W kolumnie pierwszej podano skróty nazw drużyn. |                            |                       |                       |

### Finał
| 8 czerwca 2016 18:00 CET | KKS 1925 Kalisz · Stajko Stojczew 90' · Przemysław Balcerzak 105' · Iwelin Kostow 117' | 3:1 | Polonia Środa Wielkopolska · 45' Jakub Solarek | Kalisz |
|                          |                                                                                        |     |                                                |        |

## Województwo Zachodniopomorskie[16]
Udział biorą zwycięzcy dwóch pucharów okręgowych.
| Uczestnicy tej edycji                           | Uczestnicy tej edycji | Uczestnicy tej edycji | Uczestnicy tej edycji |
| ----------------------------------------------- | --------------------- | --------------------- | --------------------- |
| ŚWS                                             | Świt Szczecin         | Szczecin              |                       |
| PO2                                             | Pogoń II Szczecin     | Szczecin              |                       |
| SŁA                                             | Sława Sławno          | Koszalin              |                       |
| SZC                                             | MKP Szczecinek        | Koszalin              |                       |
| W kolumnie pierwszej podano skróty nazw drużyn. |                       |                       |                       |

### Półfinały
| 11 maja 2016 17:30 CET | Sława Sławno | 1:5 | Świt Szczecin | Sławno |
|                        |              |     |               |        |

| 11 maja 2016 17:30 CET | MKP Szczecinek | 3:0 | Pogoń II Szczecin | Szczecinek |
|                        |                |     |                   |            |

### Finał
| 25 maja 2016 18:00 CET | MKP Szczecinek | 0:2 | Świt Szczecin | Szczecinek |
|                        |                |     |               |            |